# Gherlacus de Bremis
Gherlacus de Bremis (* in Lübeck; † 1410 oder 1411) war Ratssekretär der Hansestadt Lübeck.

## Leben
Gherlacus de Bremis war Sohn des Lübecker Bürgers Johann von Bremen. Er studierte an der Universität Prag und wurde dort 1389 zum Bakkalaureus und 1393 zum Magister promoviert. Er wurde sodann Ratssekretär in Lübeck, wo seine Eintragungen im Lübecker Niederstadtbuch an Pfingsten 1394 einsetzen. Als im Zuge der bürgerlichen Unruhen Anfang des 15. Jahrhunderts der Alte Rat 1408 aus der Stadt vertrieben und ein Neuer Rat eingesetzt wurde, schied er kurz darauf aus den Diensten der Stadt aus.